# المسكوبية (الناصرة)
المسكوبية (بالروسية: Русское подворье) مبنى تراثي يعود إلى الحقبة العثمانية في فلسطين. يقع في مدينة الناصرة، على بعد حوالي خمسين مترًا فقط إلى الغرب من عين العذراء. أقامه الروس في العام 1904 حسب تخطيط المصمم المعماري الألماني غوتليب شوماخر، وكان بمثابة مضافة للحجاج الروس الذين قامت أعداد كبيرة منهم بزيارة مدينة الناصرة. يستعمل المبنى اليوم كمحطة للشرطة والبريد في المدينة.

أثناء الانتداب البريطاني لفلسطين استأجرت المسكوبية وأقامت بها معظم دوائرها وفي سنوات الثمانين نقل العديد منها إلى الناصرة العليا ومن هذه الدوائر ، دائرة التسجيل ، دائرة الاجراء، دائرة المالية ودائرة المعارف العربية.